# Baptisterium

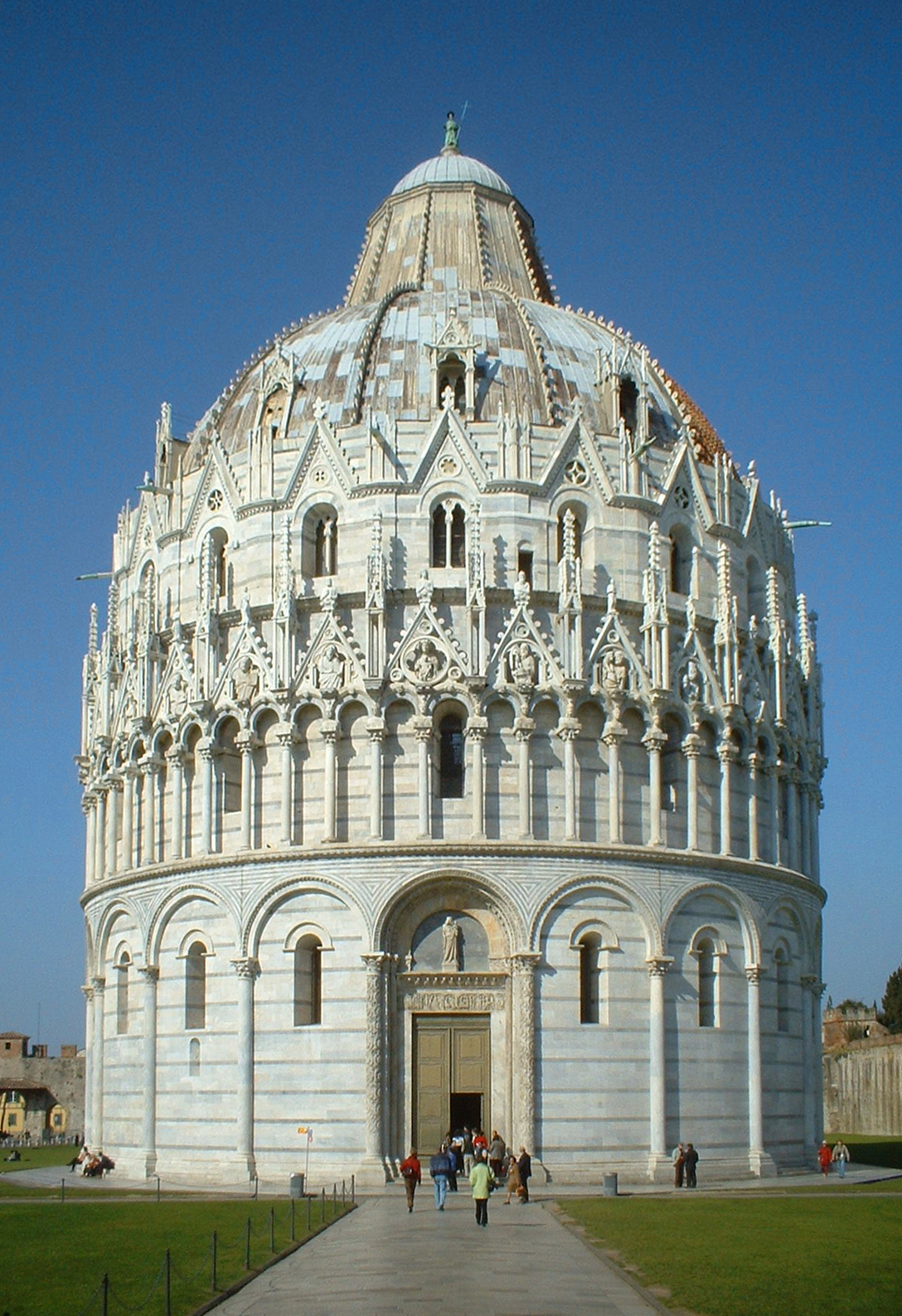
Battistero di San Giovanni i Pisa

Baptisterium (av grekiska baptisterion = "simbassäng"), dopkyrka, dopkapell, var under antiken och medeltiden en kyrkobyggnad med dopbassäng, i vilken dop förrättades. Sådana kyrkor var i regel helgade åt Johannes Döparen och oftast runda eller åttkantiga och försedda med kupoltak. I mitten fanns en cistern eller bassäng med vatten vari den nakna dopkandidaten nedsänktes tre gånger.
Det äldsta kända baptisteriet har påträffats i Dura-Europos vid Eufrat och är från omkring år 230.
Sedermera, då barndopet blivit vanligt, ersattes cisternen av en dopfunt. I Italien fanns ganska länge bruket att bygga baptisterier kvar, och där finns också en mängd berömda dopkyrkor i bland andra Rom, Florens, Pisa, Ravenna och Parma.

## Bildgalleri

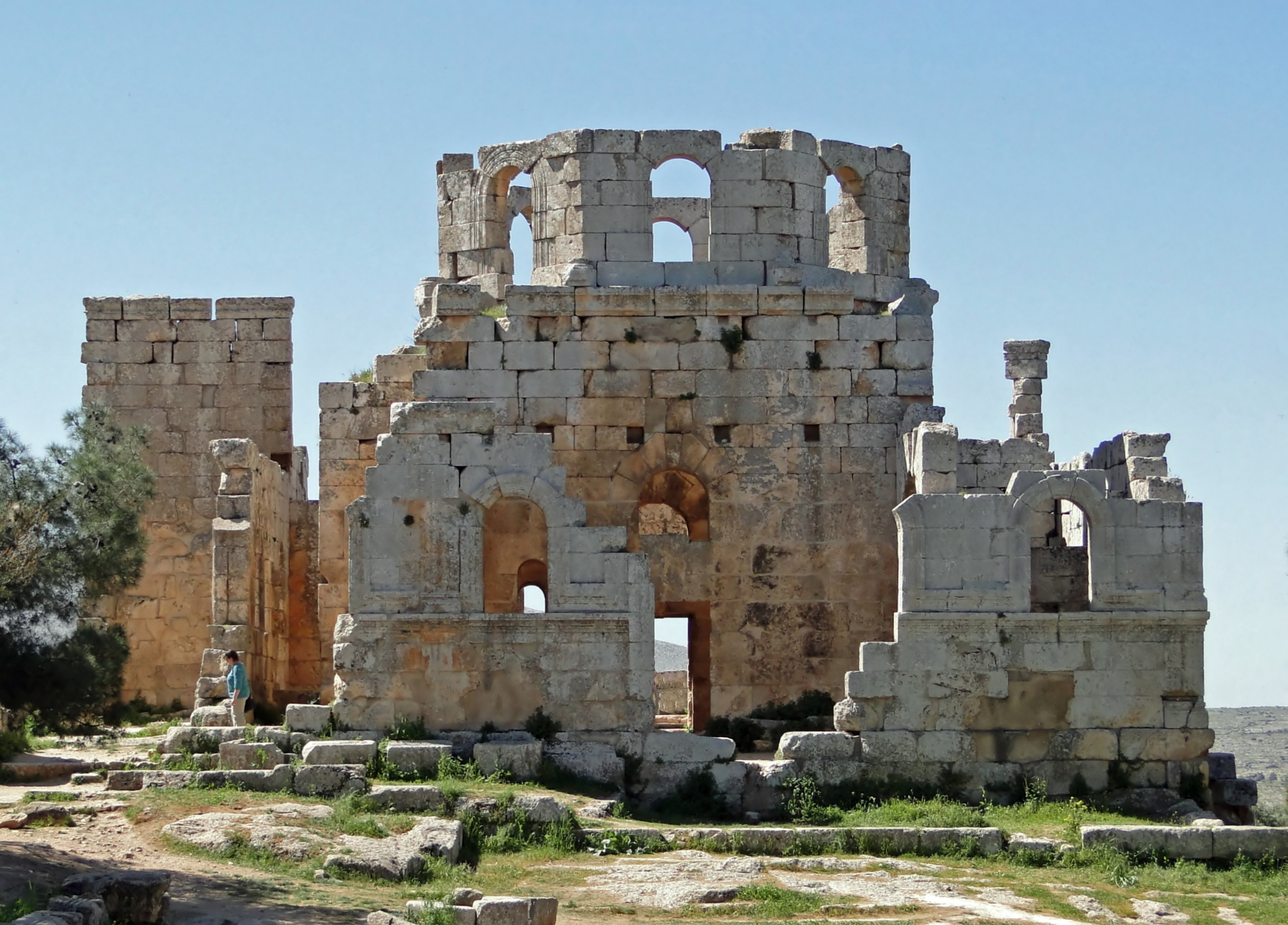
Baptisteriet vid Symeon stylitens kyrka i Syrien
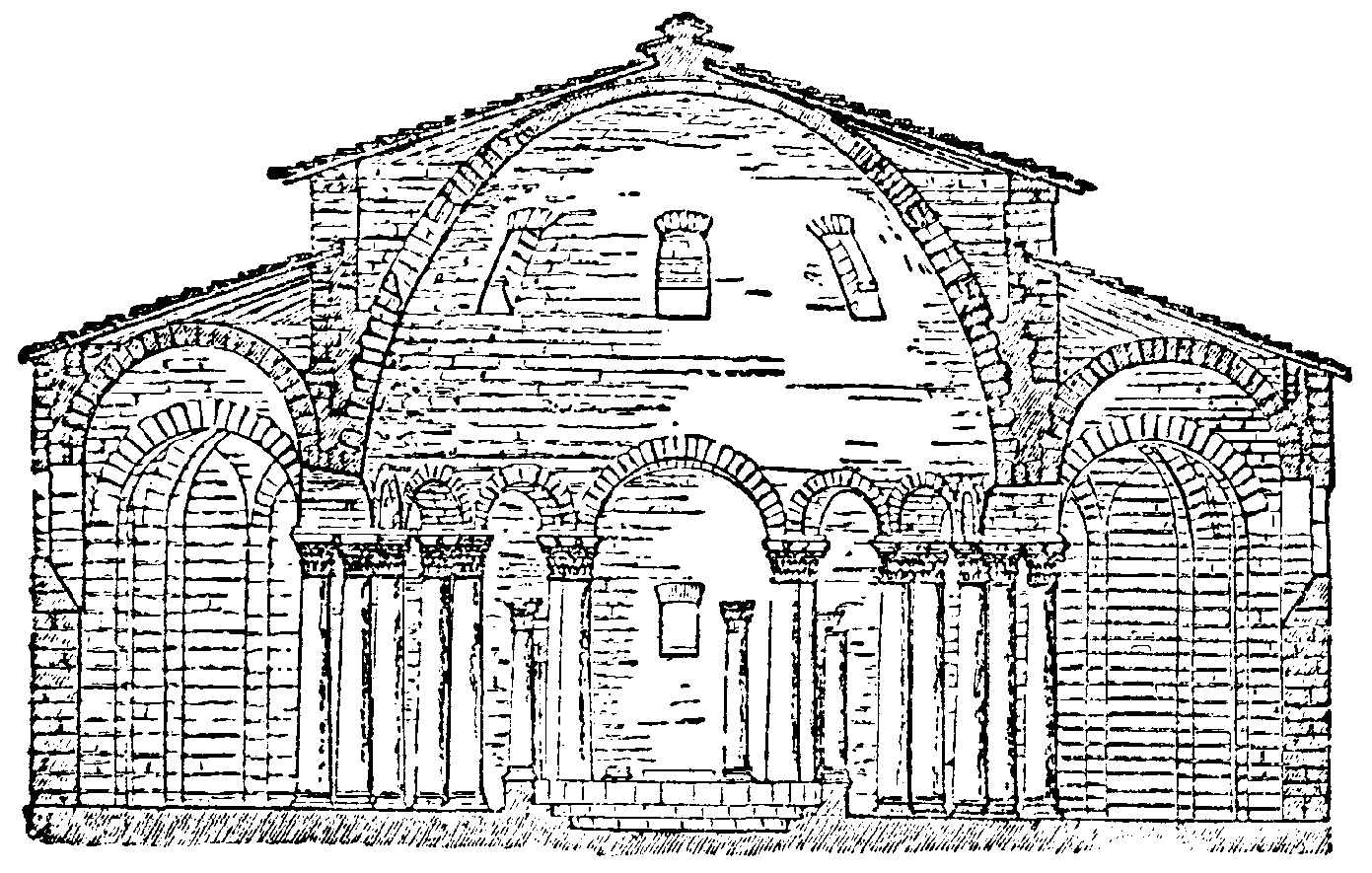
Baptisterium i Nocera Superiore i Italien
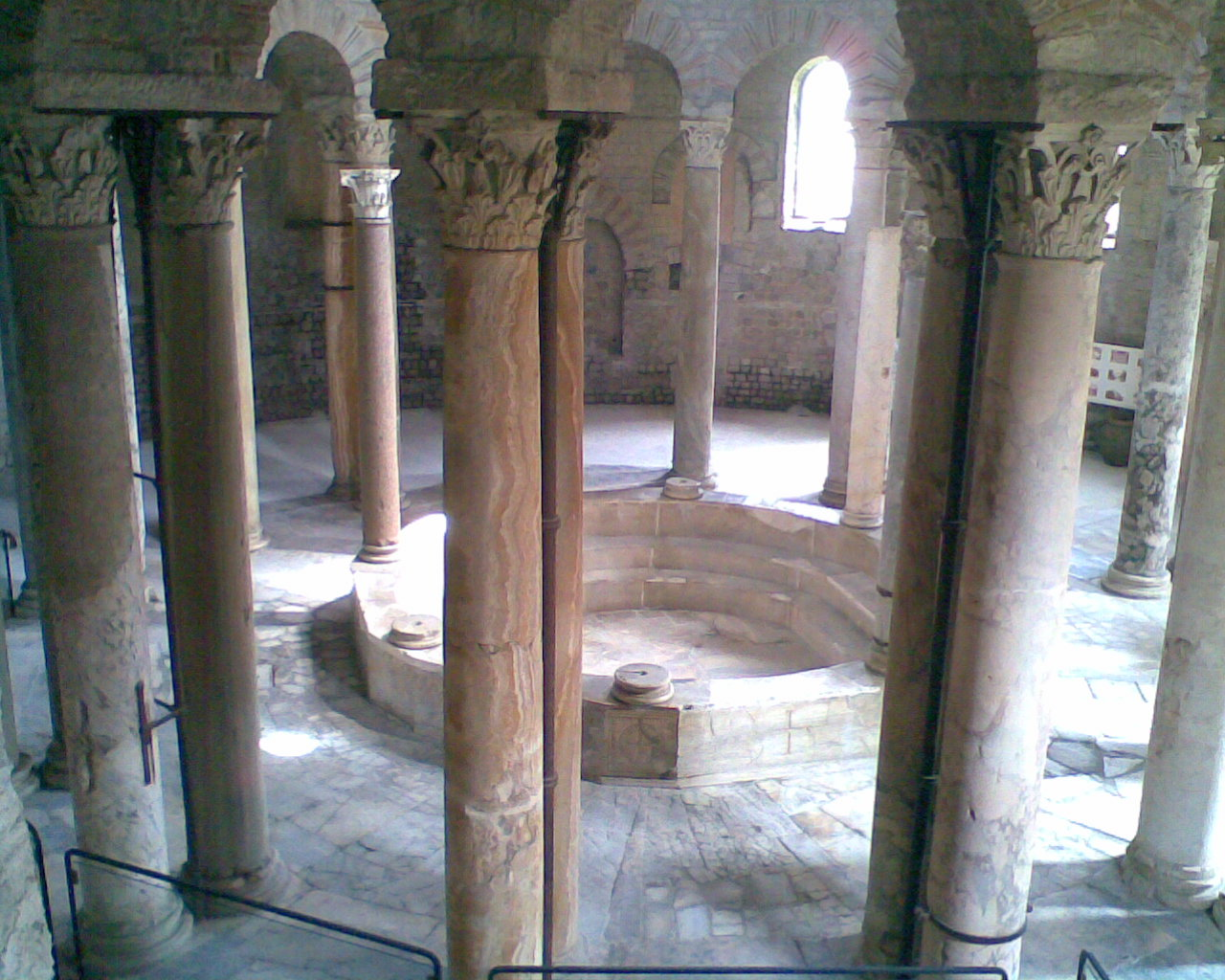
Baptisterium i Nocera Superiore
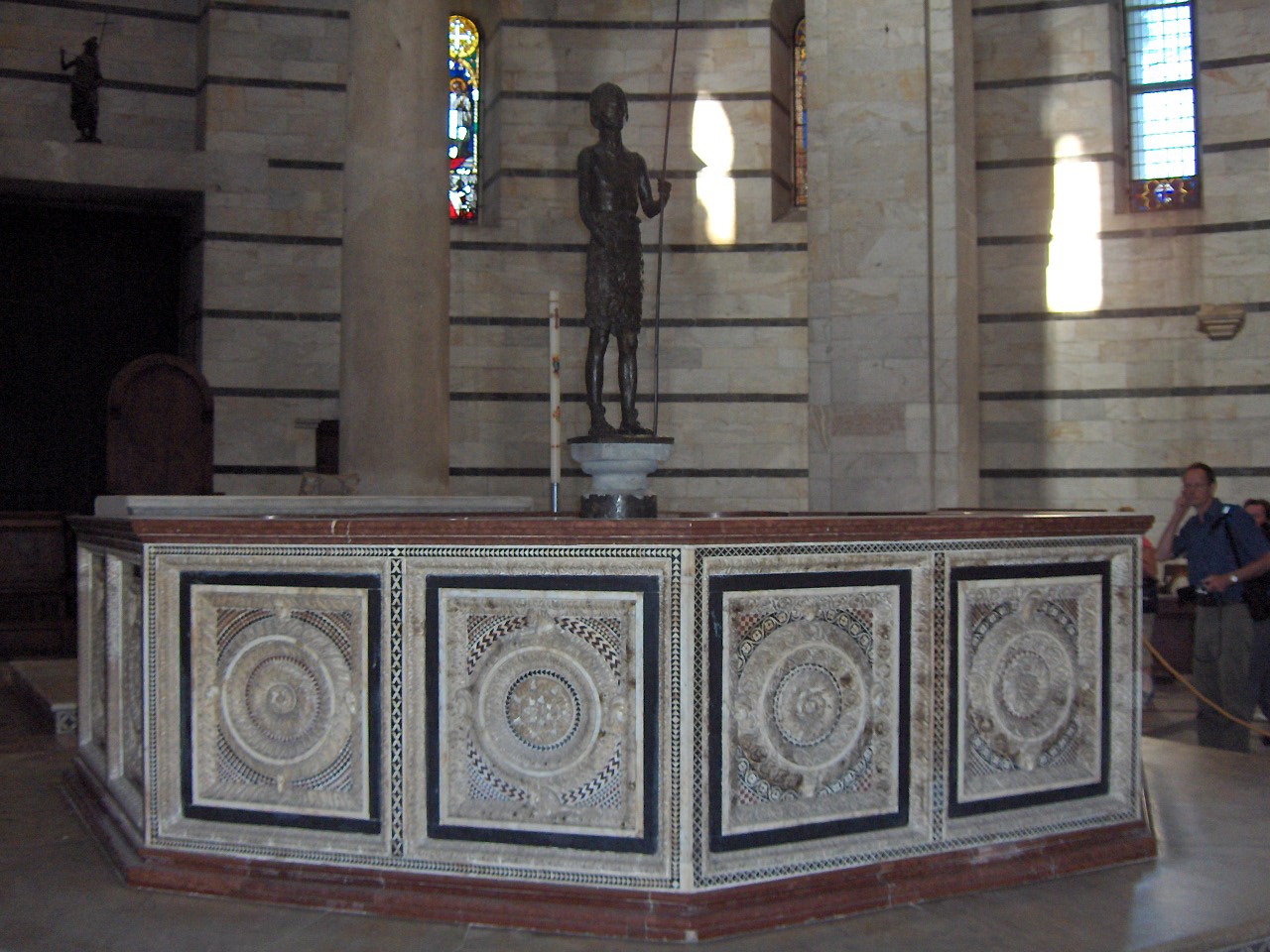
Dopbassängen i baptesteriet i Pisa
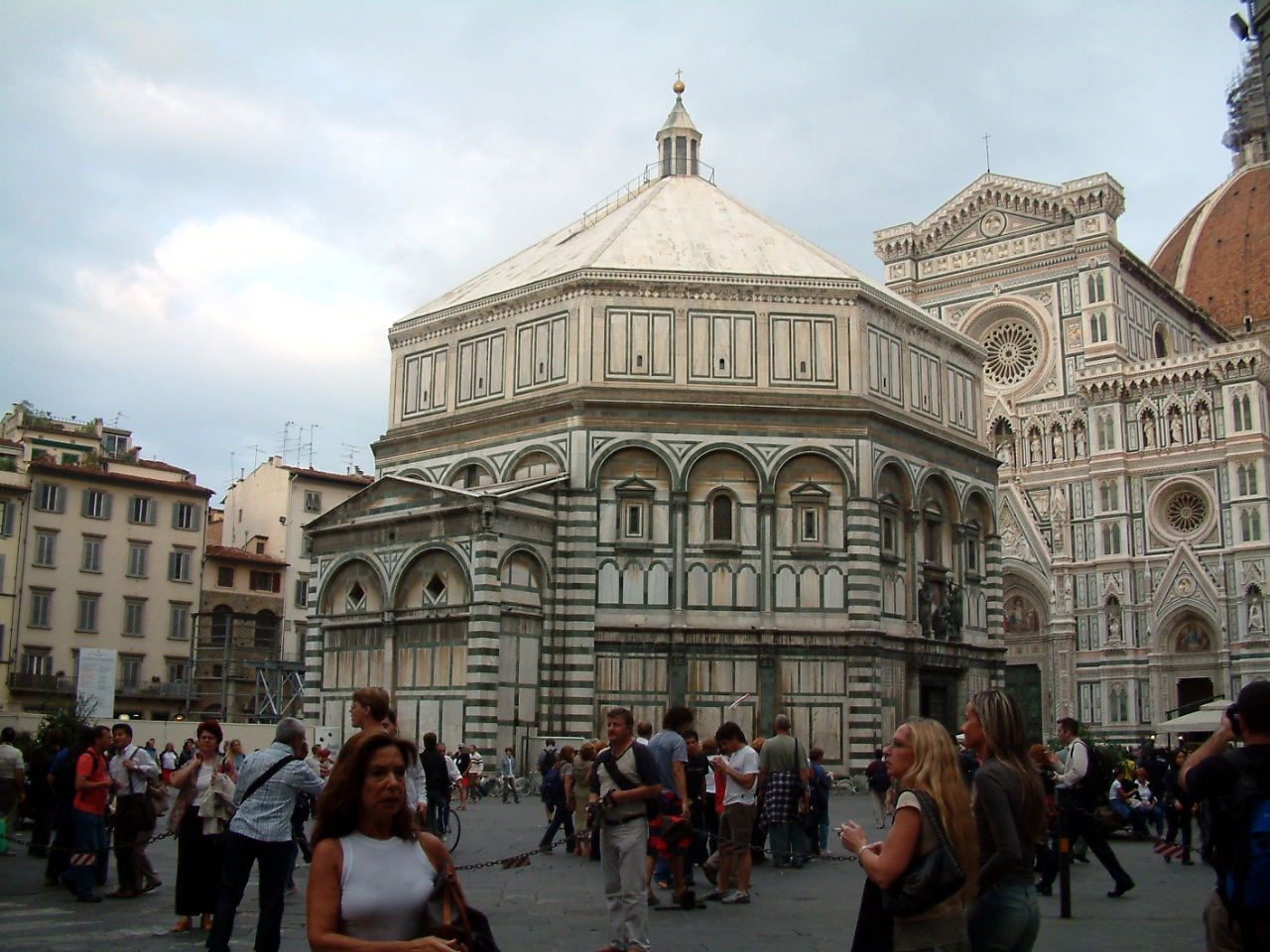
Baptisteriet i Florens i Italien
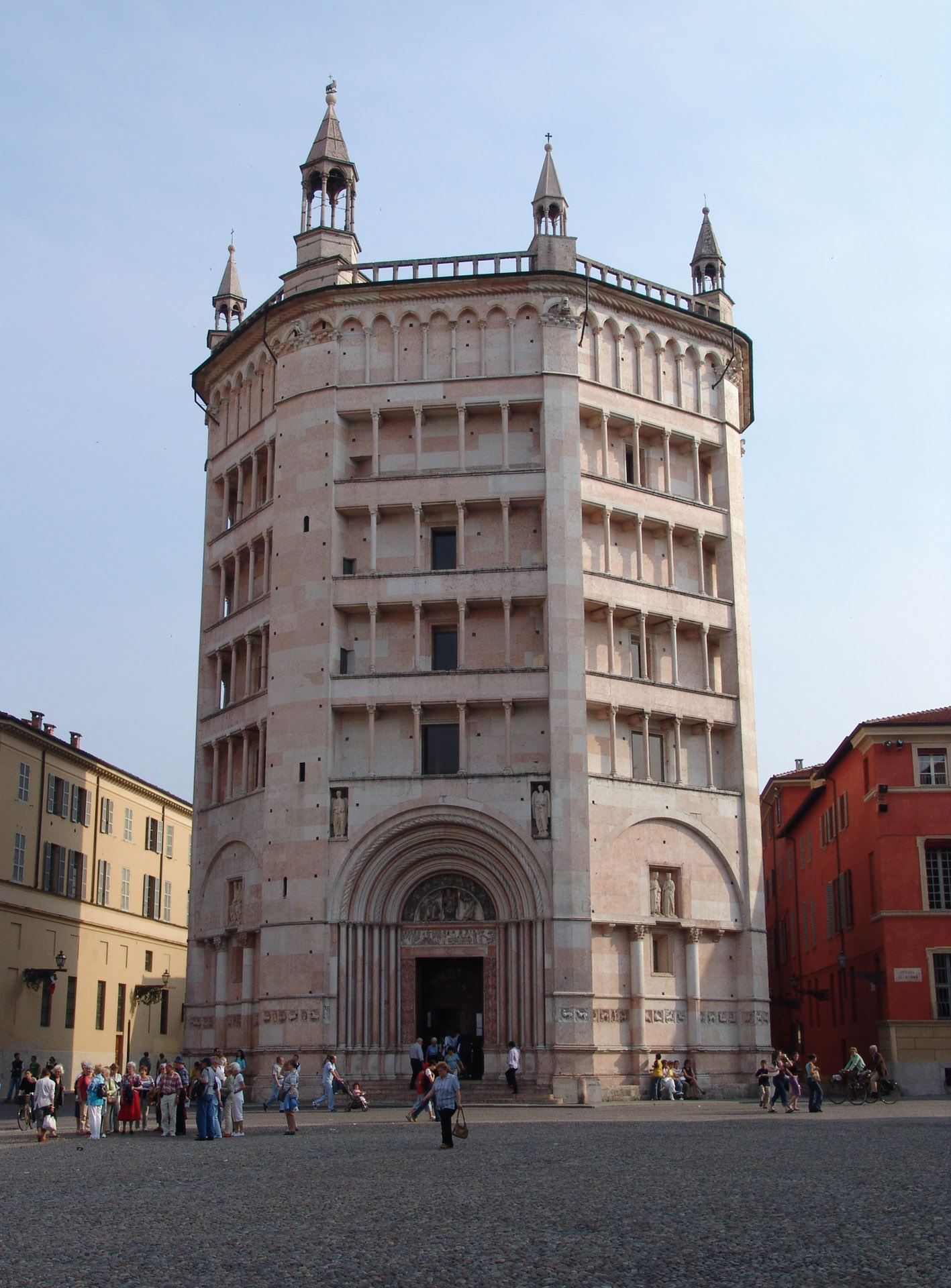
Baptisterium i Parma i Italien
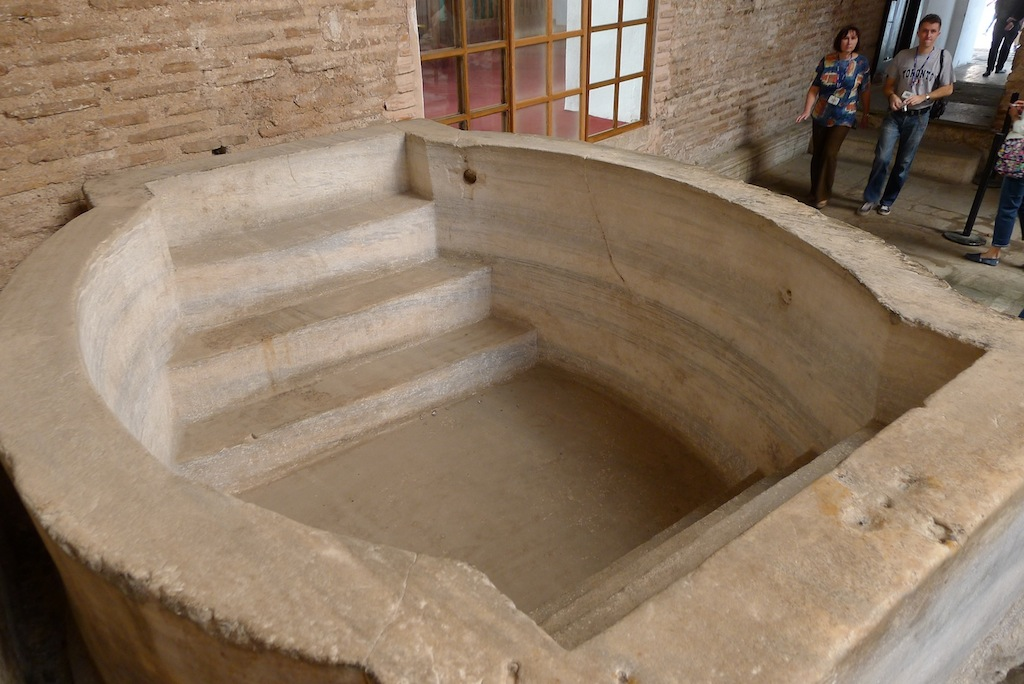
Dopbassängen i Hagia Sofia i Istanbul
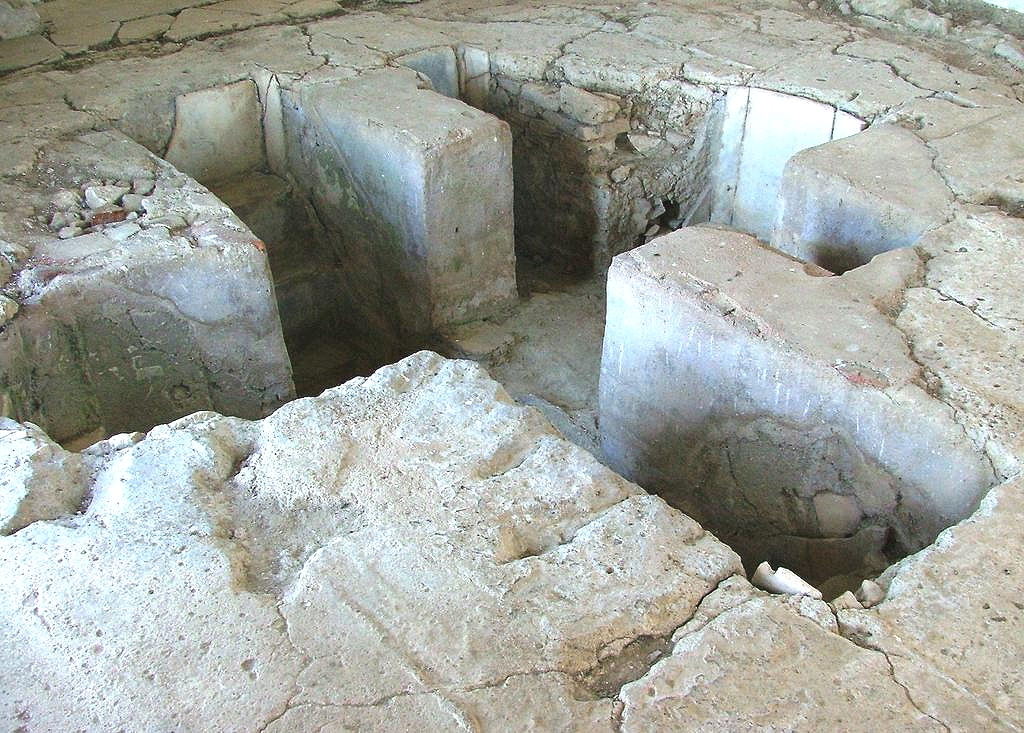
Dopbassängen i Villa Lusitano Romana de Torre de Palma i Monforte i Portugal
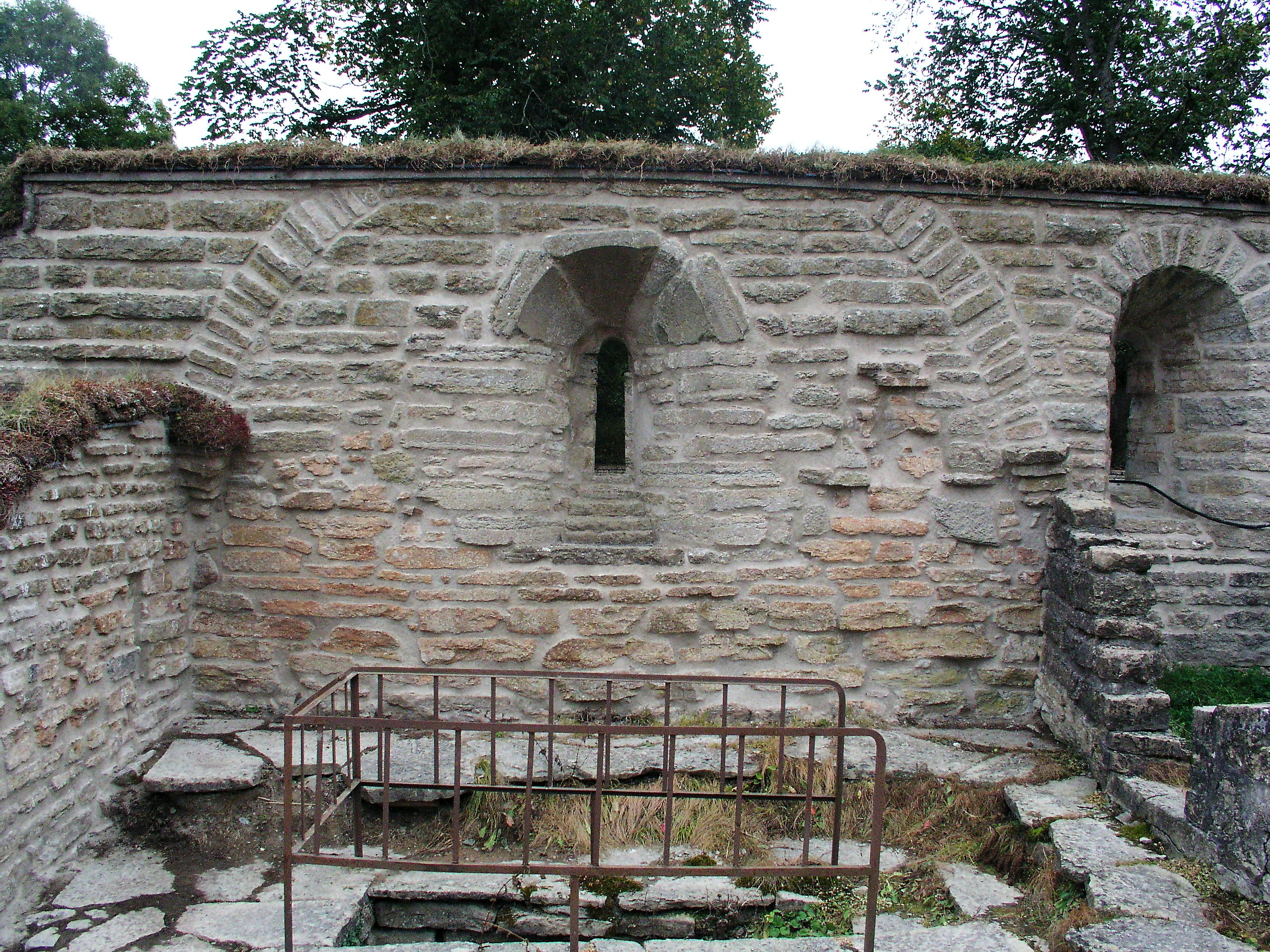
Trappor till dopgrav (till höger) i Vreta kloster

## Baptisterier i urval

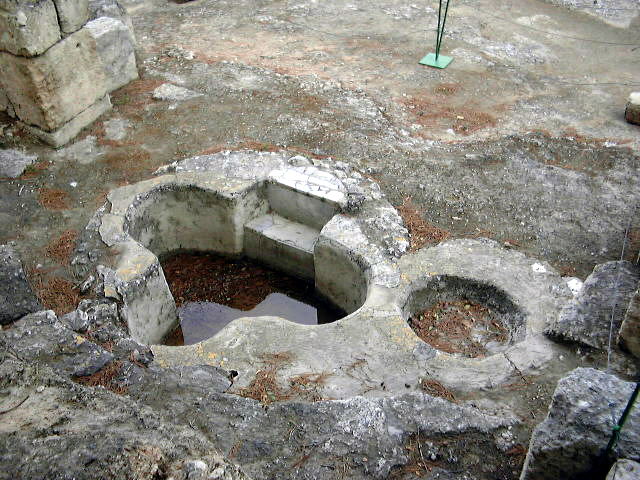
Baptisteriet i Emmaus Nicopolis

- Baptisteriet i Emmaus Nicopolis, Palestina
- Battistero lateranense, Rom, Italien
- Battistero di Parma, Parma, Italien
- Battistero di San Giovanni, Florens, Italien
- Battistero di San Giovanni, Pisa, Italien
- Lomello Baptistery of San Giovanni ad Fontes, Lomello, Italien
- Baptistère Saint-Jean,  Poitiers, Frankrike